# Keisuke Honda
Keisuke Honda (本田 圭佑 Honda Keisuke, n. 13 iunie 1986) este un fotbalist japonez liber de contract, care joacă pe post de mijlocaș sau atacant. Pe plan internațional, are prezențe la națională pentru Japonia U20⁠(d), Japonia U23⁠(d) și Japonia.
1. ↑  National-Football-Teams.com
2. ↑  premierliga.ru